# Jared Butler
Jared Gladwyn Butler (Reserve, 25 de agosto de 2000) é um jogador norte-americano de basquete profissional que atualmente joga no Philadelphia 76ers da National Basketball Association (NBA).
Ele jogou basquete universitário pela Universidade Baylor e ajudou a levar a equipe a um título nacional sendo nomeado o MVP do Final Four. Butler foi selecionado pelo New Orleans Pelicans como a 40º escolha geral no draft da NBA de 2021.

## Início da vida e carreira no ensino médio
Butler cresceu em Reserve, Louisiana e frequentou a Riverside Academy, onde ingressou no time de basquete da escola na oitava série. Em sua terceira temporada, ele teve médias de 20,4 pontos e 6,7 assistências e foi eleito para a Primeira-Equipe Estadual. Em sua última temporada, Butler teve médias de 27,4 pontos, 8,8 rebotes, 8,4 assistências e 3,0 roubos de bola e foi novamente nomeado para a Primeira-Equipe Estadual.
Classificado como um candidato de quatro estrelas, Butler se comprometeu a jogar basquete universitário na Universidade do Alabama e rejeitou as ofertas de Virginia e Baylor. Ele estava confuso por que Baylor não o estava recrutando com mais força, apesar de seu técnico Tim Byrd ser amigo do técnico de Baylor, Scott Drew; a universidade tinham poucas bolsas de estudo e muitos armadores.

## Carreira universitária

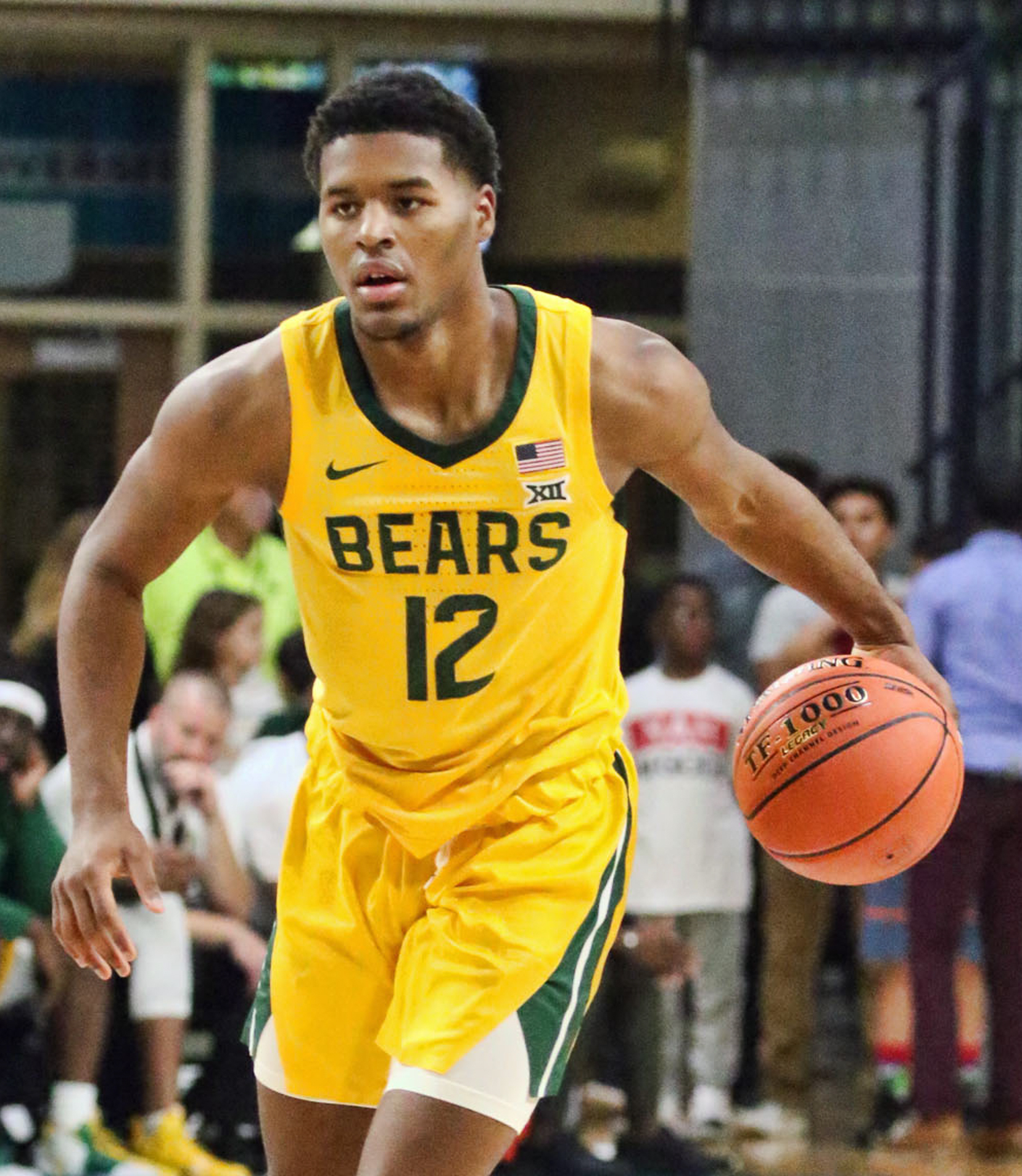
Butler em 2019

Butler se matriculou na Universidade do Alabama, mas não participou dos treinos de verão da equipe e solicitou uma liberação incondicional de sua carta de intenções para se transferir para a Universidade Baylor. Alabama o dispensou de seu compromisso em agosto. Uma bolsa de estudos foi aberta em Baylor devido à aposentadoria precoce de Jake Lindsey.
Butler foi elegível para jogar imediatamente após a transferência devido à sua liberação. Como calouro, ele teve médias de 10,2 pontos, 3,1 rebotes e 2,7 assistências e foi nomeado para a Equipe de Calouros da Big 12. Ele foi nomeado o Novato da Semana da Big 12 em 25 de fevereiro de 2019 após ter médias de 14,5 pontos, 4,5 assistências e 4,0 rebotes.
Ele foi nomeado o MVP do Myrtle Beach Invitational 2019 e o Jogador da Semana da Big 12 após ter médias de 17,7 pontos, 3,7 assistências e 2,7 roubos de bola em três jogos. No final da temporada regular, Butler foi nomeado para a Primeira-Equipe da Big 12 após ter médias de 16,0 pontos, 3,2 rebotes, 3,1 assistências e 1,6 roubos de bola. Após a temporada, Butler se declarou para o draft da NBA de 2020 mas em 3 de agosto, ele anunciou que estava se retirando e voltando para Baylor.
Em 18 de janeiro de 2021, ele registrou 30 pontos e oito assistências na vitória por 77-69 contra Kansas. Em sua terceira temporada, Butler levou Baylor ao seu primeiro título nacional e foi nomeado o MVP do Torneio da NCAA depois de marcar 22 pontos e sete assistências na vitória por 86-70 sobre Gonzaga. Ele teve médias de 16,7 pontos, 4,8 assistências e 3,3 rebotes. Em 30 de maio, ele se declarou para o draft da NBA de 2021, abrindo mão de sua elegibilidade universitária restante.

## Carreira profissional

### Utah Jazz (2021–2022)
Em 22 de junho de 2021, Butler foi encaminhado para um painel de condicionamento físico pela NBA e não foi autorizado a jogar na liga. Em 17 de julho, ele recebeu autorização médica para jogar na NBA. Em 29 de julho, Butler foi selecionado pelo New Orleans Pelicans como a 40ª escolha geral no draft da NBA de 2021, mas foi negociado com o Utah Jazz. Em 12 de agosto, ele assinou um contrato de 2 anos e US$2.4 milhões com o Jazz.
Em 18 de março de 2022, Butler registrou 21 pontos e sete assistências na vitória por 121–92 sobre o Los Angeles Clippers.
Em 15 de outubro de 2022, Butler foi dispensado pelo Jazz.

### Oklahoma City Thunder / Blue (2023)
Em 3 de março de 2023, Butler assinou um contrato bilateral com o Oklahoma City Thunder e com o Oklahoma City Blue.

### Washington Wizards / Capital City Go-Go (2023–2025)
Em 28 de julho de 2023, Butler assinou um contrato de duas vias com o Washington Wizards e, em 5 de março de 2024, ele assinou um contrato de vários anos com os Wizards. No entanto, ele foi dispensado em 19 de outubro e, dois dias depois, assinou outro contrato de duas vias com Washington.
Em 9 de janeiro de 2025, Butler marcou um recorde da carreira de 26 pontos, além de quatro rebotes e sete assistências, em uma derrota de 109-103 para o Philadelphia 76ers.

### Philadelphia 76ers (2025–Presente)
Em 6 de fevereiro de 2025, Butler foi trocado para o Philadelphia 76ers em troca de Reggie Jackson. Ele foi convertido para um contrato padrão em 14 de fevereiro.

## Estatísticas da carreira

### NBA

#### Temporada regular
| Ano      | Equipe        | PJ  | PT | MPJ  | AP   | 3P   | LL   | RT  | AS  | BR | TO | PPJ |
| -------- | ------------- | --- | -- | ---- | ---- | ---- | ---- | --- | --- | -- | -- | --- |
| 2021–22  | Utah          | 42  | 1  | 8.6  | .404 | .318 | .688 | 1.1 | 1.5 | .4 | .2 | 3.8 |
| 2022–23  | Oklahoma City | 6   | 1  | 12.8 | .469 | .500 | —    | .7  | 1.3 | .8 | .0 | 6.2 |
| 2023–24  | Washington    | 40  | 0  | 14.1 | .488 | .308 | .861 | 1.5 | 3.2 | .7 | .2 | 6.3 |
| 2024–25  | Washington    | 32  | 0  | 11.3 | .483 | .366 | .778 | 1.3 | 2.6 | .4 | .2 | 6.9 |
| Carreira | Carreira      | 120 | 2  | 11.7 | .460 | .373 | .775 | 1.1 | 2.1 | .5 | .1 | 5.8 |

#### Playoffs
| Ano  | Equipe | PJ | PT | MPJ | AP   | 3P | LL | RT  | AS | BR | TO | PPJ |
| ---- | ------ | -- | -- | --- | ---- | -- | -- | --- | -- | -- | -- | --- |
| 2022 | Utah   | 1  | 0  | 5.0 | .000 | —  | —  | 1.0 | .0 | .0 | .0 | .0  |

### Universitário
| Ano      | Equipe   | PJ | PT | MPJ  | AP   | 3P   | LL   | RT  | AS  | BR  | TO | PPJ  |
| -------- | -------- | -- | -- | ---- | ---- | ---- | ---- | --- | --- | --- | -- | ---- |
| 2018–19  | Baylor   | 34 | 21 | 26.8 | .395 | .351 | .794 | 3.1 | 2.7 | 1.0 | .1 | 10.2 |
| 2019–20  | Baylor   | 30 | 30 | 30.4 | .421 | .381 | .775 | 3.2 | 3.1 | 1.6 | .1 | 16.0 |
| 2020–21  | Baylor   | 30 | 30 | 30.3 | .471 | .416 | .780 | 3.3 | 4.8 | 2.0 | .4 | 16.7 |
| Carreira | Carreira | 94 | 81 | 29.1 | .429 | .382 | .783 | 3.2 | 3.5 | 1.5 | .2 | 14.2 |